# قنات میلان
قنات لوله چشمه‌سی میلان در اسکو، روستای میلان واقع شده و این اثر در تاریخ ۷ مرداد ۱۳۹۸ با شمارهٔ ثبت ۳۲۵۸۶ به‌عنوان یکی از آثار ملی ایران به ثبت رسیده است.